# Grand Coalition
Grand Coalition (GC, dt. Große Koalition) nannte sich eine politische Vereinigung von drei ghanaischen Parteien zu der Präsidentschafts- und Parlamentswahl 2004.
Die GC setzte sich unter Leitung von Edward Mahama aus wahltaktischen Gründen zusammen aus den Parteien
- People’s National Convention
- Great Consolidated Popular Party
- Every Ghanaian Living Everywhere.

## Entwicklung
Mahama war bereits im Wahljahr 2000 als Präsidentschaftskandidat angetreten. Hier konnte er 2,5 Prozent der Stimmen, bei insgesamt 6.500.870 abgegebenen Stimmen also ca. 162.521 Wählerstimmen,  auf sich vereinigen und wurde dritter der Präsidentschaftswahlen. Diese Wahlniederlage brachte die Oppositionsparteien zu einer Änderung der Strategie und führte die drei Parteien in ein politisches Bündnis zur Verbesserung der Wahlergebnisse insbesondere bei den Präsidentschaftswahlen 2004. Bei den Wahlen 2004 zum Amt des Präsidenten trat Mahama als Kandidat der Grand Coalition mit der Unterstützung im Wahlkampf durch die drei beteiligten Parteien an. Mahama errang jedoch lediglich 1,92 Prozent der Wählerstimmen, was einer Gesamtanzahl von 165.375 Wählerstimmen entspricht.
Weitere wichtige Persönlichkeiten der Grand Coalition sind die Politiker Yaw Boakye Ofori-Atta und Daniel Augustus Lartey. Besonderes Augenmerk richtete die GC unter dem Arzt Mahama bei den Wahlen auf das Wahlversprechen der Bildungspolitik.